# Фонтен-сюр-Грансон
Фонтен-сюр-Грансон (фр. Fontaines-sur-Grandson) — громада  в Швейцарії в кантоні Во, округ Юра-Нор-Водуа.

## Географія
Громада розташована на відстані близько 65 км на захід від Берна, 34 км на північ від Лозанни.
Фонтен-сюр-Грансон має площу 7,9 км², з яких на 2,4% дозволяється будівництво (житлове та будівництво доріг), 47,2% використовуються в сільськогосподарських цілях, 50,1% зайнято лісами, 0,4% не є продуктивними (річки, льодовики або гори).

## Демографія
2019 року в громаді мешкало 215 осіб (+48,3% порівняно з 2010 роком), іноземців було 14%. Густота населення становила 27 осіб/км².
За віковим діапазоном населення розподілялося таким чином: 27,4% — особи молодші 20 років, 61,4% — особи у віці 20—64 років, 11,2% — особи у віці 65 років та старші. Було 84 помешкань (у середньому 2,6 особи в помешканні).
Із загальної кількості 22 працюючих 11 було зайнятих в первинному секторі, 4 — в обробній промисловості, 7 — в галузі послуг.